# Duolandrevus yaeyamensis
Duolandrevus yaeyamensis är en insektsart som beskrevs av Oshiro 1988. Duolandrevus yaeyamensis ingår i släktet Duolandrevus och familjen syrsor. Inga underarter finns listade i Catalogue of Life.